# Lucie Böhm
Lucie Böhm (12 oktober 1974) is een Oostenrijkse oriëntatieloopster. 
Naast 23 nationale titels heeft Lucie Böhm in haar carrière ook talrijke internationale topklasseringen behaald. Het hoogtepunt van haar loopbaan was het winnen van een gouden medaille tijdens het Wereldkampioenschap oriëntatielopen in 1997 op de korte afstand. Twee jaar later bewees ze met een zilveren medaille op dezelfde afstand dat die winst geen toevalstreffer was. Lucie Böhm beëindigde haar internationale carrière in 2001, ze was toen 27 jaar en stond op de 8e plaats van de wereldranking.

## Resultaten
Wereldkampioenschap oriëntatielopen
- Gouden medaille (1)
  - 1997 - korte afstand - Grimstad, Noorwegen
- Zilveren medaille (1)
  - 2001 - korte afstand - Tampere, Finland